# Карповка (Славянский район)
Карповка (укр. Карпівка) — село в Николаевской городской общине Краматорского района Донецкой области Украины.

## Общие сведения
Население по переписи 2001 года составляло 368 человек. Почтовый индекс — 84110. Телефонный код — 626.
Дер. Бессарабиха (Карповка) располагалась на р. Бессарабихе, рядом с г. Славянском и принадлежало А. А. Карпову. Имение было небольшим (240 десятин), но приносило чистой прибыли 3500 руб. серебром. Одним из основных доходов имения были кирпичный завод, две водяные мельницы и конный завод. Владелец жил в небольшом деревянном доме, крытым камышом и окруженным небольшим количеством служебных построек: людскими избами, экипажным сараем, кладовой, сараем, погребом, сараем. К дому примыкал небольшой сад. В первой половине XIX в. здесь был также и винокуренный завод на четыре котла (500 ведер горячего вина в год).
У А. М. Карпова были также имения в Славяносербском уезде Екатеринославской губернии, они принадлежали его третьему сыну — титулярному советнику Андрияну Александровичу Карпову, служащему в Бахмутском уездном суде

## Географическое положение
Село расположено в 1 км от трассы Киев — Харьков — Должанский, в р-не комплекса «Славянская БЗС».

## Экономика
80 % территории села — садоводческие товарищества и дачные домики.

## Достопримечательности
- Памятник воинам, погибшим в Великую Отечественную войну.

## Местная власть
84182, Донецкая область, Краматорский район, г. Николаевка, пл. Энергетиков 14/2.